# Gunnar Vingren
Adolph Gunnar Vingren (Östra Husby, Östergötland, 8 de agosto de 1879 — Suécia, 29 de junho de 1933) foi um missionário evangelista pentecostal sueco. Atuou no início do século XX no Brasil, e fundou com Daniel Berg a Assembleia de Deus no Brasil.

## Biografia
Gunnar começou a trabalhar na jardinagem, profissão de seu pai, aos onze anos. Foi batizado nas águas aos 18 anos, em 1897, e começou a ensinar na Escola Dominical, substituindo seu pai. No ano seguinte, Gunnar participou de uma escola bíblica em Götabro.
Imigrou para os Estados Unidos em 1903, indo morar com um tio em Kansas City. Em setembro do ano seguinte, mudou-se para Chicago para cursar o seminário teológico batista sueco. Terminou os estudos e tornou-se pastor em 1909. Assumiu o pastorado da Primeira Igreja Batista em Menominee (Michigan), de junho de 1909 a fevereiro de 1910. Ainda em 1909, Vingren recebeu o batismo no Espírito Santo, na Primeira Igreja Batista Sueca em Chicago, e começou a pregar a mensagem pentecostal. Na mesma época conhece Daniel Berg.
A igreja de Vingren se dividiu, entre os favoráveis e os contrários à nova doutrina, sendo assim obrigado a deixar o pastorado. Frequentou várias igrejas pentecostais em Chicago, e no verão de 1910 pastoreia a Igreja Batista Sueca de South Bend (Indiana), onde todos aceitam o Pentecostalismo. Foi naquela igreja que teria recebido uma profecia onde Deus o chamava como missionário para o Pará. Berg se junta a ele em South Bend, e também é chamado para acompanhar Vingren ao Brasil. Assim, no começo de novembro, os dois suecos partem de Nova Iorque para o Brasil, chegando a Belém em 19 de novembro de 1910.
Foram hospedados no porão de um ministro batista; Daniel começou a trabalhar durante o dia e Gunnar estudava a língua portuguesa, e à noite, Gunnar compartilhava o que havia aprendido. A pregação da doutrina pentecostal entre os batistas em Belém resultou na exclusão dos dois missionários e mais dezoito membros que os apoiavam. Então, em 18 de junho de 1911, formaram a Missão da Fé Apostólica. Apenas em 11 de janeiro de 1918 Gunnar registra a igreja em cartório, já como "Assembleia de Deus".
Em uma viagem de Vingren à Suécia, ele conheceu uma enfermeira chamada Frida Strandberg, que também havia sido chamada missionária para o Brasil. Em 16 de outubro de 1917, Gunnar e Frida casaram-se em Belém do Pará. Eles tiveram seis filhos: Ivar, Ruben, Margit, Astrid, Bertil e Gunvor.
Após pastorear a igreja em Belém por quatorze anos, Pastor Vingren e sua família seguiram para o sul, passando pelo Rio de Janeiro, Santa Catarina e cidades de São Paulo. Estabeleceram-se definitivamente no Rio de Janeiro, pastoreando a Assembleia de Deus de São Cristóvão de 1924 a 1932.
Trabalhou na organização da nascente Assembleia de Deus através da criação de publicações (os jornais Boa Semente, O Som Alegre e Mensageiro da Paz), convocação à Convenção Geral das Assembleias de Deus no Brasil (presidiu a segunda convenção) e da compilação de um hinário.
Gunnar possuía uma saúde frágil; a família retornou a seu país natal, em 15 de agosto de 1932, onde ele faleceu no ano seguinte, em consequência de um câncer de estômago. Foi sepultado no Skogskyrkogården (The Woodland Cemetery), Estocolmo na Suécia.